# Памятник Андреа Палладио
Памятник Андреа Палладио — скульптура знаменитого архитектора в Виченце, создана скульптором Винченцо Гайасси по заказу мецената и бывшего подесты города Франческо Брессана. Памятник открыт в 1861 году на площади Пьяцетта делла Руота, примыкающей к главному творению Палладио — знаменитой Базилике Палладиана. Со временем площадь получила имя в честь скульптора — Пьяцетта Андреа Палладио.

## История создания
На фоне разворачивающегося в XIX веке движения национального возрождения Италии, поднимался и интерес к историческим фигурам, символизирующим мировой вклад итальянцев в культуру, науку, литературу. Одной из таких символических фигур стала личность архитектора эпохи позднего Возрождения и теоретика европейского классицизма Андреа Палладио.
В 1837 году Венецианская Академия утвердила проект усыпальницы Палладио на новом кладбище Виченцы по проекту Бартоломео Малакарне. Деньги на строительство были завещаны графом Джироламо Эгидио ди Вело. После смерти архитектора проект был завершён архитекторами Джамбаттистой Берти и Джованни Марией Негрин. Предполагаемые останки Палладио были перенесены в мавзолей из церкви Санта Корона 19 августа 1845 года. Десятилетием позднее другой меценат, уроженец Виченцы, Франческо Брессан (1786—1868), бывший подеста города, предложил городскому совету Виченцы возвести памятник Палладио, деньги на который он дарил в знак уважения к родному городу. Среди возможных мест установки памятника рассматривалась площадь перед Палаццо Кьерикати, рядом с ещё одним шедевром Палладио — театром Олимпико. Но позднее выбор места установки был остановлен на небольшой Пьяцетта делла Руота, примыкающей к торцу знаменитой палладиевской Базилики.
За проект взялся римский скульптор Винченцо Гайасси, статуя и проект постамента были готовы в 1859 году, но политические соображения задержали открытие монумента. Фигура Палладио рассматривалась, как одна из неоспоримых общеитальянских культурных величин и открытие памятника ему стало бы громким событием. Но Виченца, в составе Венето, всё ещё находилась под властью Австрийской империи, события 1848 года и успехи Рисорджименто заставляли австрийские власти с подозрением относиться к любым проявлениям итальянского патриотизма. От торжественного открытия памятника пришлось отказаться. Ночью 27 июля 1861 года памятник был открыт — тайно и при отсутствии публики.

## Описание памятника
Высота статуи чуть больше человеческого роста — около 2 метров. Взор Палладио направлен на лоджии его Базилики, архитектор изображён в задумчивости, с правой рукой у подбородка. Подлинных изображений Палладио не сохранилось, скульптор Винченцо Гайасси опирался при создании на идеализированный портрет античного мыслителя. В левой руке архитектор держит символы своей профессии — циркуль и чертежи проекта, свёрнутые в виде свитка. У ног Палладио капитель античной колонны и символ мудрости — змея.

## Галерея
- Статуя Андреа Палладио
- Памятник на фоне Базилики